# زبان عبری
زبان عِبْری یا عِبرانی (به عبری: עִבְרִית با تلفظ عیوْریت) یک زبان طبیعی از زبان‌های سامی غربی و زبان رسمی در اسرائیل است که بیش از ۹ میلیون گویشور دارد. به‌طور تاریخی، این زبان به‌عنوان زبان بنی‌اسرائیل، یهودیه و نوادگان آن‌ها در نظر گرفته می‌شود؛ هرچند که در تنخ به آن اشاره‌ای نشده است. کهن‌ترین نمونه‌ها از نگارش عبری به الفبای نیاعبری به سدهٔ دهم پیش از میلاد بازمی‌گردد.
عبری به شاخهٔ شمال‌غربی از زبان‌های سامی خانوادهٔ زبان‌های آفروآسیایی تعلق دارد و تنها زبان باقی‌مانده از زبان‌های کنعانی و تنها نمونهٔ واقعاً موفق احیای یک زبان مرده است. عبری همچنین در کنار آرامی که بیشتر توسط آشوری‌ها، مندائیان و برخی از یهودیان خاور نزدیک گویش می‌شود، یکی از دو زبان زنده شاخهٔ سامی شمال‌غربی است.
سخن گفتن به عبری به‌عنوان زبان روزمره، در حدود سال‌های ۲۰۰ و ۴۰۰ میلادی، در پی شورش بارکوخبا، متوقف شد. از آن پس یهودیان، به‌ویژه فرهیختگان و مهاجران آن‌ها، به آرامی و به میزانی کمتری یونانی، که زبان‌های بین‌المللی آن دوران بودند، گفتگو می‌کردند. با این حال، زبان عبری برای نماز یهودی، ادبیات دینی، تبادلات تجاری میان یهودیان و شعرهای یهودی استفاده می‌شد تا اینکه در سدهٔ ۱۹ میلادی به‌عنوان زبان گفتاری و ادبیاتی احیا شد. سپس به زبان میانجی یهودیان فلسطین تبدیل شد و در نهایت با بنیان‌گذاری اسرائیل به‌عنوان زبان رسمی این کشور پذیرفته شد. برپایهٔ اطلاعات اتنولوگ، در سال ۱۹۹۸ میلادی، زبان ۵ میلیون نفر در سراسر جهان عبری بود. پس از اسرائیل، ایالات متحدهٔ آمریکا دارای بزرگ‌ترین جمعیت گویشور عبری است و ۲۲۰٫۰۰۰ نفر در این کشور زبان مادری‌شان عبری است.
عبری نوین، تنها زبان رسمی در اسرائیل است، در حالی که عبری توراتی برای امور دینی و مطالعهٔ جوامع یهودی مورد استفاده قرار می‌گیرد. عبری سامری نیز به‌عنوان زبان دینی سامری‌ها استفاده می‌شود، درحالی که زبان محاوره‌ای آن‌ها عبری نوین و عربی است. عبری به‌عنوان زبانی خارجی، اغلب توسط یهودیان و پژوهندگان اسرائیل و یهودیت، باستان‌شناسان، متخصصان زبان‌شناسی در خاورمیانه و دین‌شناسان تاریخ مسیحت مطالعه می‌شود.
تورات (۵ کتاب نخستین)، و بخش‌های زیادی از دیگر بخش‌های کتاب مقدس عبری، به زبان عبری توراتی نوشته شده‌اند، که بخش اعظم آن با لهجه‌ای نوشته شده که پژوهشگران اعتقاد دارند در حدود سدهٔ ششم پیش از میلاد، در حدود زمانی اسارات یهودیان در بابل استفاده می‌شد. به همین دلیل، یهودیان از زمان‌های بسیار دور، از زبان عبری به عنوان لِشان هَکودِش (לשון הקודש)، «زبان مقدس» یاد می‌کنند. در یکی از بخش‌های میشنا نیز از عبری به نام آشوریت یاد شده که به معنای آشوری است.

## نام
عبری در فارسی از واژه آرامی ایبرای (ibrāy) ریشه گرفته که خود از واژه ایوری (Ivri، עברי) در عبری توراتی می‌آید و یکی از نام‌های عبرانیان یا بنی‌اسرائیل (یهودیان و سامری‌ها) است. به نظر می‌رسد این نام از ریشه سامی ع-ب-ر به معنای «فراتر»، «سمت دیگر»، «آن سمت» آمده است. اصطلاح «عبری» به‌طور کلی معنی «از آن طرف [رودخانه/صحرا]» می‌دهد و یک نام خارجی برای ساکنان اسرائیل و یهودا از طرف بین‌النهرینی‌ها، فنیقی‌ها و فرااردنی‌ها است که رودهای فرات، اردن، لیتانی یا شاید شمال بیابان عربی را میان خود و آن‌ها در نظر می‌گرفتند و عبرانیان را بدین صورت «اهل آن طرف» می‌نامیدند.

## تاریخ

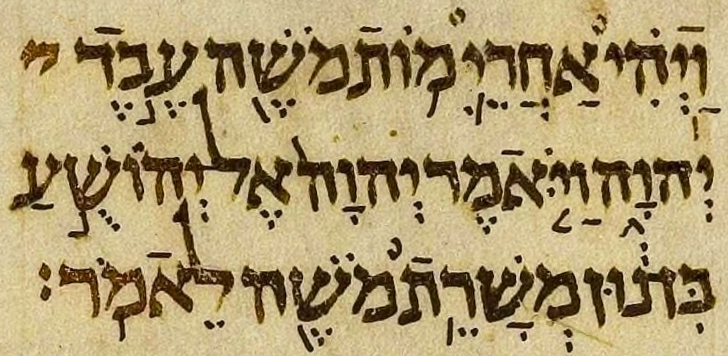
یک متن از تنخ مربوط به قرن دهم میلادی

### پیشینه
طبق نظر پژوهشگران عبری در دوران پادشاهی‌های اسرائیل و یهودا میان سال‌های ۱۲۰۰ تا ۵۸۶ پیش از میلاد زبانی گفتاری بوده است. پژوهشگران در مورد میزانی که عبری در زمان اسارت یهودیان در بابل و رواج آرامی باستان به عنوان زبان میانجی منطقه، زبانی محاوره‌ای بود، مباحثه دارند.
در اوایل سدهٔ ششم پیش از میلاد، امپراتوری بابل نو، پادشاهی یهودا را تسخیر، بیشتر اورشلیم را تخریب و مردمش را به بابل تبعید کرد. در دوران اسارت یهودیان در بابل، بیشتر بنی‌اسرائیل آرامی را آموختند و برای دورهٔ چشمگیری نخبگان یهودی تحت تأثیر آرامی بودند. پس از فتح بابل به دست کوروش بزرگ، او به یهودیان اجازه بازگشت به اورشلیم را داد و در نتیجهٔ آن، گونه‌ای از آرامی در کنار عبری در اسرائیل آن دوران گویش می‌شد. با آغاز دوران مشترک، آرامی کاملاً جای عبری را گرفته و به زبان اولیهٔ گفتاری در میان یهودیان سامریه، بابل و جلیل تبدیل شده بود و یهودیان غربی و روشنفکران آن‌ها نیز به یونانی سخن می‌گفتند. البته گونه‌ای گفتاری از عبری به نام عبری میشنایی تا حدود سدهٔ سوم میلادی در یهودا رایج بود اما هیچ شکی نیست که در یک زمان خاص عبری دیگر در گفتار روزمره یهودیان کاربرد نداشت و جای آن را آرامی و سپس یونانی گرفته بودند.
پس از سرکوب شورش بارکوخبا در سدهٔ دوم میلادی، یهودیان به اجبار پراکنده شدند و بسیاری از آن‌ها به جلیل نقل مکان کردند، بنابراین بیشتر گویشورانِ بومی زبان عبری در آخرین مرحله در شمال یافت می‌شدند اما رفته‌رفته همین گونهٔ گفتاری نیز از بین رفت. عهد جدید مسیحیت دارای جای‌نام‌ها و نقل‌قول‌های سامی است. این زبان سامی (و به‌طور کلی زبانی که یهودیان در صحنه‌های عهد جدید صحبت می‌کنند) اغلب در متن به عنوان «عبری» ذکر شده است؛ اگرچه تفسیر این اصطلاح به زبان آرامی اشاره دارد.
عبری میشنایی به گویشی از عبری اشاره دارد که در تلمود کاربرد دارد (به جز نقل‌قول‌هایی از عبری توراتی) و نخستین نمونه‌های آن در بخش نخست تلمود به نام میشنا در سدهٔ دوم میلادی منتشر شده‌اند. این گویش در برخی طومارهای دریای مرده نیز دیده می‌شود. عبری میشنایی یکی از گویش‌های عبری کلاسیک است و حدود یک سده پس از انتشار میشنا، استفاده از عبری میشنایی به عنوان زبان گفتاری کم شد و بیشتر به عنوان یک زبان مذهبی و ادبی زنده ماند.

### قرون وسطی
پس از تلمود، گویش‌های مختلف ادبی منطقه‌ای عبری در قرون وسطی تکامل یافتند. مهم‌ترین آن عبری طبریه‌ای بود که گویش محلی طبریه در جلیل به‌شمار می‌رفت و به عنوان گونهٔ معیار عبری در تنخ درآمد و بنابراین بر سایر گویش‌های عبری نیز تأثیر گذاشت. این عبری گاه به نام عبری تنخی شناخته می‌شود.
نیاز برای بیان مفاهیم علمی و فلسفی از یونانی باستان و عربی کلاسیک، عبری قرون وسطایی را تحریک کرد تا اصطلاحات و دستور زبان را از این زبان‌ها وام گیرد یا اصطلاحات معادل آن را از ریشه‌های عبری موجود ایجاد کند و باعث ایجاد یک سبک متمایز از عبری فلسفی شود. عبری در طول اعصار به عنوان زبان اصلی برای اهداف مکتوب تمام جوامع یهودی در سراسر جهان برای طیف وسیعی از کاربردها — نه تنها مراسم مذهبی، بلکه شعر، فلسفه، علوم و پزشکی، تجارت، مکاتبات روزانه و قراردادها کاربری داشت.
با آغاز دوران باستان متأخر، عبری به عنوان یک زبان گفتاری منقرض شد اما همچنان به عنوان یک زبان ادبی و زبان مذهبی یهودیت مورد استفاده قرار می‌گرفت.

### احیا

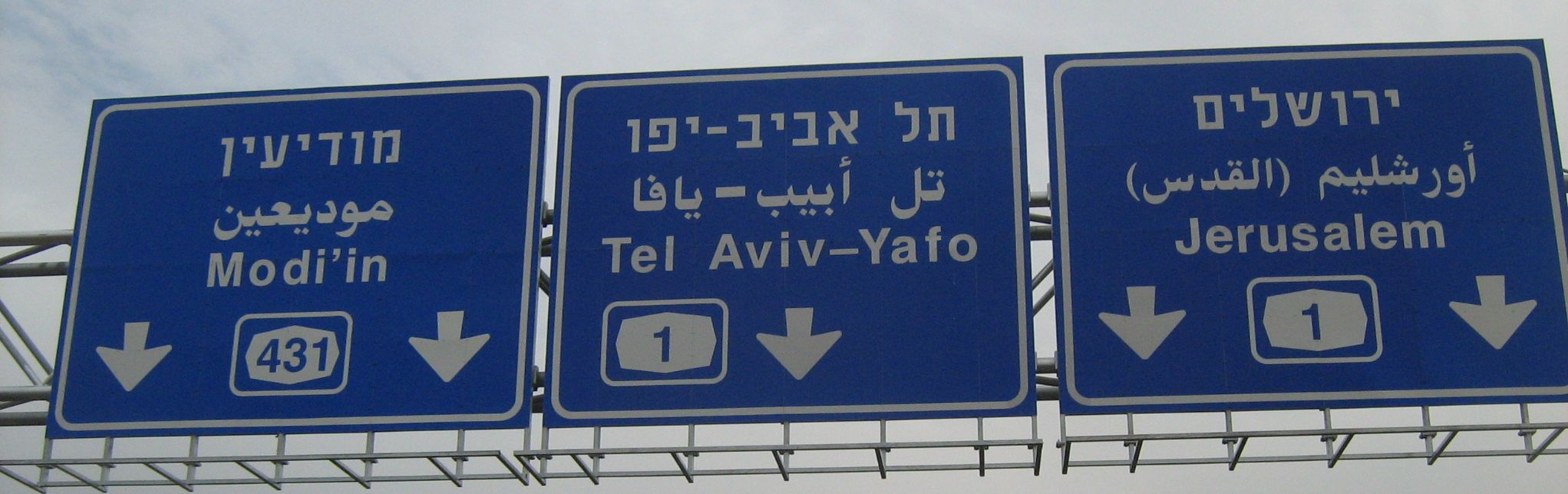
تابلویی سه‌زبانه به عبری، عربی و انگلیسی در بزرگراهی در اسرائیل

عبری چندین بار به عنوان یک زبان ادبی احیا شده است، که بارزترین تلاش‌ها توسط جنبش هاسکالا (روشنگری) در اوایل و اواسط سدهٔ ۱۹ در آلمان رخ داد. در اوایل سدهٔ نوزدهم، نوعی عبری در بازارهای اورشلیم بین یهودیان برای تجارت ظاهر شد. این گویش عبری تا حدی پیجین بود. در پایان همین سده کنشگر یهودی، الیزر بن-یهودا، با داشتن ایدئولوژی بازآفرینی ملی‌گرایی (שיבת ציון، Shivat Tziyon، بعداً صهیونیسم) آغاز به احیای عبری به عنوان زبانی گفتاری کرد. آن عبری سرانجام، در نتیجهٔ جنبش محلی که او ایجاد کرد و همچنین حضور گروه‌های جدید مهاجر، جایگزین زبان‌های یهودیان آن زمان (یهودی-اسپانیایی (یا لادینو)، ییدیش یهودی-عربی و بخاری) یا زبان‌های محل سکونت یهودیان (روسی، فارسی و عربی) شد.
تا پیش از تلاش‌های الیزر بن-یهودا، چنان واژگان عبری برای امور روزمره اندک بود که افراد الفاظ کافی برای بر طرف کردن نیازهای روزانه خود پیدا نمی‌کردند. نقل است که روزی الیزر از همسرش می‌خواست که چای آماده کند، اما به جهت کمبود الفاظ عبری به همسرش گفت: «این را بگیر و این را انجام بده». او سرانجام با همکاری اهل ادب و لغت عبری، جمعیت زبان عبری را در فلسطین تشکیل داد و شروع به نوشتن فرهنگ‌نامه‌ای کرد که تمام واژگان عبری در طول تاریخ در آن جمع‌آوری شده بود، البته او تا قبل از مرگش توانست پنج جلد را تکمیل کند و بعد از مرگ او همفکرانش تا سال ۱۹۵۹ بقیه فرهنگ‌نامه را تکمیل کردند. الیزر نخستین کسی بود که نظریهٔ احیای زبان عبری را مطرح و مقالات مختلفی را در روزنامه‌ها و جراید در این باره منتشر کرد. او در پی احیای واژگان فراموش شده بود و برای معانی جدیدی که زبان عبری کلمه‌ای برای آن‌ها نداشت، با ترکیب واژگان مختلف با یکدیگر، استفاده از الفاظ قدیمی عبری با تغییر معنای آن‌ها و وام گرفتن از دیگر زبان‌ها معادل‌سازی می‌کرد.
نتیجهٔ اصلی کار ادبی روشنفکران عبری در طول قرن نوزدهم نوسازی واژگانی عبری بود. کلمات و اصطلاحات جدیدی به عنوان نوواژه از مجموعهٔ بزرگ نوشته‌های عبری از زمان تنخ یا از عربی، آرامی باستان و لاتین اقتباس شدند. واژگان جدید بسیاری نیز یا از زبان‌های اروپایی به ویژه انگلیسی، روسی، آلمانی و فرانسوی گرفته شدند یا بعد از آن‌ها ساخته شده‌اند. عبری نوین در سال ۱۹۲۱ به زبان رسمی در فلسطین تحت حاکمیت انگلیس (همراه با انگلیسی و عربی) تبدیل شد و سپس در سال ۱۹۴۸ به زبان رسمی کشور تازه‌تأسیس اسرائیل معرفی شد و امروزه رایج‌ترین زبان در این کشور است.

## وضعیت کنونی

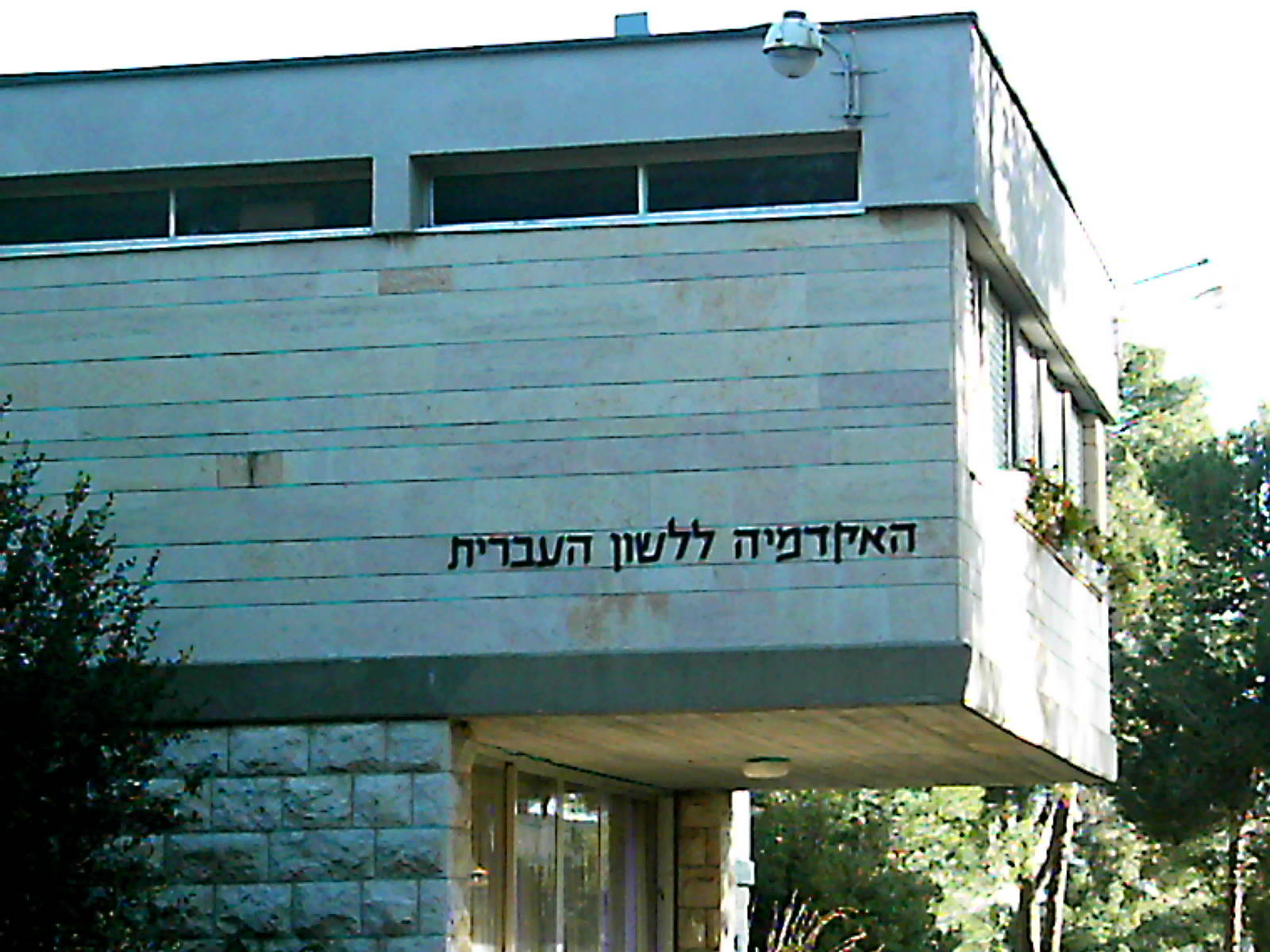
آکادمی زبان عبری

عبری نوین زبان نخست و رسمی اسرائیل است. تا سال ۲۰۱۳ حدود ۹ میلیون گویشور عبری در جهان وجود داشت که ۷ میلیون از آن‌ها عبری را روان صحبت می‌کردند.
امروزه ۹۰٪ از یهودیان اسرائیل کاملاً به زبان عبری مسلطند و ۷۰٪ مهارت بسیاری در آن دارند. حدود ۶۰٪ از اعراب اسرائیلی نیز کاملاً به عبری مسلطند و ۳۰٪ گزارش داده‌اند که عبری را بیش از عربی بلدند. در کل حدود ۵۳٪ از جمعیت اسرائیل به عبری به عنوان یک زبان بومی سخن می‌گویند و بیشتر سایرین می‌توانند آن را به روانی صحبت کنند. گرچه در سال ۲۰۱۳ عبری فقط زبان بومی ۴۹٪ از اسرائیلی‌های بالای ۲۰ بود و روسی، عربی، فرانسوی، انگلیسی، ییدیش و لادینو نیز از گسترده‌ترین زبان‌های بومی سایرین بودند. حدود ۲۶٪ از مهاجران اهل شوروی سابق و ۱۲٪ از عرب‌ها گزارش کرده‌اند که توانایی کمی در عبری دارند یا اصلاً آن را بلد نیستند.
برای حفظ زبان عبری به عنوان زبان اصلی کاربردی و جلوگیری از ادغام گستردهٔ واژگان انگلیسی در آن، اقداماتی انجام شده است. آکادمی زبان عبری از دانشگاه عبری اورشلیم سالانه حدود ۲٫۰۰۰ واژه برای واژگان نوین پیشنهاد می‌کند.
عبری یکی از چندین زبانی است که مورد احترام قانون اساسی آفریقای جنوبی برای استفاده در اهداف مذهبی است. همچنین از ۶ ژانویهٔ ۲۰۰۵، عبری زبان اقلیت رسمی در لهستان است.

## واج‌شناسی
عبری توراتی یک موجودی همخوانی متعارف سامی داشت که به مرور زمان تغییراتی کرده است. تلفظ‌های عبری نوین آمیزه‌ای از شیوه‌های مختلف یهودی است که عموماً به ساده‌سازی گرایش دارد. در تلفظ عبری سفاردی، همخوان‌های تأکیدی با همتایان معمولی خود جایگزین شده‌اند، مثلاً /w/ به /v/ و همچنین سه همخوان [ɣ ɣ θ] در آن وجود ندارند. امروزه بیشتر اسرائیلی‌ها به دلیل تأثیرهای عبری اشکنازی همخوان‌های /tʃ/ و /dʒ/ به دلیل وجود وام‌واژه‌های فراوان تبدیل به واج شده‌اند و /w/ نیز به همین ترتیب دوباره معرفی شده است.

### واکه‌ها
عبری دارای پنج واکه به دو شکل کوتاه و بلند است. این واکه‌ها در نمودار روبه‌رو نمایش داده شده‌اند:

واکه‌های عبری

### همخوان‌ها
همخوان‌های عبری همراه با نمونه‌هایی در جدول زیر آمده‌اند
| نیاسامی | IPA          | عبری   | عبری   | عبری   | عبری     | عبری     | نمونه | نمونه      |
| نیاسامی | IPA          | نوشتار | نوشتار | توراتی | طبریه‌ای  | نوین     | واژه  | معنا       |
| ------- | ------------ | ------ | ------ | ------ | -------- | -------- | ----- | ---------- |
| b       | [b]          | ב‎3     | ḇ/b    | /b/    | /v/, /b/ | /v/, /b/ | בית   | خانه       |
| d       | [d]          | ד‎3     | ḏ/d    | /d/    | /ð/, /d/ | /d/      | דב    | خرس        |
| g       | [ɡ]          | ג‎3     | ḡ/g    | /ɡ/    | /ɣ/, /g/ | /ɡ/      | גמל   | شتر        |
| p       | [p]          | פ‎3     | p̄/p    | /p/    | /f/, /p/ | /f/, /p/ | פחם   | زغال‌سنگ    |
| t       | [t]          | ת‎3     | ṯ/t    | /t/    | /θ/, /t/ | /t/      | תמר   | نخل        |
| k       | [k]          | כ‎3     | ḵ/k    | /k/    | /x/, /k/ | /χ/, /k/ | כוכב  | ستاره      |
| ṭ       | [tʼ]         | ט‎      | ṭ      | ṭ      | /tˤ/     | /t/      | טבח   | پختن       |
| q       | [kʼ]         | ק‎      | q      | q      | /q/      | /k/      | קבר   | گور        |
| ḏ       | [ð] / [d͡ð]   | ז‎2     | z      | /ð/    | /z/      | /z/      | זכר   | نر         |
| z       | [z] / [d͡z]   | ז‎2     | z      | /z/    | /z/      | /z/      | זרק   | انداخت     |
| s       | [s] / [t͡s]   | ס‎      | s      | /s/    | /s/      | /s/      | סוכר  | شکر        |
| š       | [ʃ] / [t͡ʃ]   | שׁ‎2     | š      | /ʃ/    | /ʃ/      | /ʃ/      | שׁמים  | آسمان      |
| ṯ       | [θ] / [t͡θ]   | שׁ‎2     | š      | /θ/    | /ʃ/      | /ʃ/      | שׁמונה | هشت        |
| ś       | [ɬ] / [t͡ɬ]   | שׂ‎1     | ś      | /ɬ/    | /s/      | /s/      | שׂמאל  | چپ         |
| ṱ       | [θʼ] / [t͡θʼ] | צ‎      | ṣ      | ṱ      | /sˤ/     | /ts/     | צל    | سایه       |
| ṣ       | [sʼ] / [t͡sʼ] | צ‎      | ṣ      | ṱ      | /sˤ/     | /ts/     | צרח   | جیغ زد     |
| ṣ́       | [ɬʼ] / [t͡ɬʼ] | צ‎      | ṣ      | ṱ      | /sˤ/     | /ts/     | צחק   | خندید      |
| ġ       | [ɣ]~[ʁ]      | ע‎      | ʻ      | /ʁ/    | /ʕ/      | /ʔ/, -   | עורב  | کلاغ       |
| ʻ       | [ʕ]          | ע‎      | ʻ      | /ʕ/    | /ʕ/      | /ʔ/, -   | עשׂר   | ده         |
| ʼ       | [ʔ]          | א‎      | ʼ      | /ʔ/    | /ʔ/      | /ʔ/, -   | אב    | پدر        |
| ḫ       | [x]~[χ]      | ח‎2     | ḥ      | /χ/    | /ħ/      | /χ/      | חמשׁ   | پنج        |
| ḥ       | [ħ]          | ח‎2     | ḥ      | /ħ/    | /ħ/      | /χ/      | חבל   | طناب       |
| h       | [h]          | ה‎      | h      | /h/    | /h/      | /h/, -   | הגר   | مهاجرت کرد |
| m       | [m]          | מ‎      | m      | /m/    | /m/      | /m/      | מים   | آب         |
| n       | [n]          | נ‎      | n      | /n/    | /n/      | /n/      | נביא  | پیامبر     |
| r       | [ɾ]          | ר‎      | r      | /ɾ/    | /ɾ/      | /ʁ/      | רגל   | پا         |
| l       | [l]          | ל‎      | l      | /l/    | /l/      | /l/      | לשׁון  | زبان       |
| y       | [j]          | י‎      | y      | /j/    | /j/      | /j/      | יד    | دست        |
| w       | [w]          | ו‎      | w      | /w/    | /w/      | /v/      | ורד   | رز         |
| نیاسامی | IPA          | عبری   | عبری   | توراتی | طبریه‌ای  | نوین     | نمونه | نمونه      |

## دستور
عبری زبانی تحلیلی است و حالت‌هایی همچون برایی، ازسویی و مفعولی را با استفاده از حرف اضافه به جای حالت دستوری بیان می‌کند. گرچه، عطف نقش تعیین‌کننده‌ای در شکل‌گیری فعل و اسم دارد. برای نمونه، اسم‌ها حالتی ساختاری به نام «سمیخوت» دارند که رابطه «تعلق به» را نشان می‌دهد و این برعکس ساختار اضافه در بیشتر زبان‌های دیگر است. واژگان در سمیخوت بیشتر با خط پیوند ترکیب می‌شوند. در گفتار نوین این ساختار را گاه می‌توان با حرف اضافه «شِل» به معنای «از» جایگزین کرد. با این حال، موارد زیادی وجود دارد که گونه‌های کاهش‌یافته باستانی حفظ می‌شوند (به ویژه در اصطلاحات و مانند آن) و «شخص» -واژه‌بست‌ها به‌طور گسترده‌ای برای «کاهش» حروف اضافه استفاده می‌شوند.
ترتیب واژگان در جملات در عبری به صورت فعل-فاعل-مفعول است گرچه در مواردی هر نوع ترکیبی قابل قبول و بامعنا است. جملات منفی و پرسشی ترتیبی مشابه با جملات خبری دارند. پرسشی که پاسخ آن به صورت بله/خیر است با "האם" (هایم، گونه پرسشی «اگر») آغاز می‌شود، اما در گفتارهای غیررسمی تا حد زیادی حذف می‌شود.
در عبری حرف تعریف وجود ندارد. نیازی به حضورت فعل در همهٔ جملات عبری نیست و فعل ربطی در زمان حال حذف می‌شود؛ برای نمونه، جمله «من اینجا هستم» (אני פה ani po) فقط دو واژه دارد؛ یکی من (אני) و یکی اینجا (פה). در عبری همچنین حرف اضافه‌ای خاص به نام «اِت» (את et) برای مفعول مستقیم وجود دارد که برابر با «را» در فارسی است و مانند آن قابل حذف.

## نوشتار

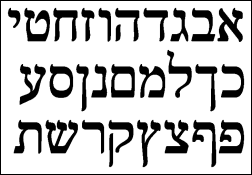
الفبای عبری

عبری به الفبای عبری و از راست‌به‌چپ نوشته می‌شود. الفبای عبری نوعی ابجد و متشکل از ۲۲ حرف است. الفبای نیاعبری شبیه به الفباهای کنعانی و فنیقی است. حروف الفبای عبری به شرح زیر است:
| الف  | بِت | گیمل | دالِت | هه  | واو | زَین | چِت | طِط | یُو  | کاف |
| ---- | -- | ---- | ---- | --- | --- | --- | -- | -- | --- | --- |
| א‎    | ב‎  | ג‎    | ד‎    | ה‎   | ו‎   | ז‎   | ח‎  | ט‎  | י‎   | כ‎   |
| א‎    | ב‎  | ג‎    | ד‎    | ה‎   | ו‎   | ז‎   | ח‎  | ט‎  | י‎   | ך‎   |
| لامِد | مِم | نون  | سامخ | عَین | په  | صاد | قُف | رِش | شین | تاو |
| ל‎    | מ‎  | נ‎    | ס‎    | ע‎   | פ‎   | צ‎   | ק‎  | ר‎  | ש‎   | ת‎   |
| ל‎    | ם‎  | ן‎    | ס‎    | ע‎   | ף‎   | ץ‎   | ק‎  | ר‎  | ש‎   | ת‎   |

## استفادهٔ دینی در یهودیت
عبری همیشه به‌عنوان زبان دینی و علمی مورد استفاده قرار گرفته است و در آن سامانه‌های تلفظی زیر یافت می‌شود.
- عبری سفاردی مربوط به سفاردی‌ها در اسپانیا، پرتغال و سرزمین‌های پیشین امپراتوری عثمانی به جز یهودیان یمنی است که پایهٔ واجی زبان عبری رسمی و بومی اسرائیل است و در جامعهٔ سفاردی اورشلیم (قدس) کاربرد دارد.
- عبری اشکنازی مربوط به مرکز و شرق اروپا است که در اسرائیل و سراسر جهان توسط حریدی‌ها و دیگر جوامع یهودی ارتدکس به کار گرفته می‌شود.
- عبری مزراحی (خاوری) مجموعه گویش‌های یهودیان در جهان عرب و اسلام است. عبری یمنی نسبت به دیگر عبری‌های این خانواده بسیار متفاوت است و سامانهٔ واکه‌ای کاملاً متمایزی دارد.

این تلفظ‌ها هنوز در آیین‌های کنیسه‌ها و پژوهش‌های مذهبی در اسرائیل و جاهای دیگر، بیشتر توسط افرادی که گویشور بومی زبان عبری نیستند، مورد استفاده قرار می‌گیرد. با این حال، برخی از اسرائیلی‌های سنت‌گرا از عبارات دینی در نماز استفاده می‌کنند.
بسیاری از کنیسه‌های موجود در سایر کشورها، حتی اگر بر اساس آیین‌ها یا ترکیب قومی اشکنازی باشد، برای احترام به عبری اسرائیلی تلفظ «سفاردی» را پذیرفته‌اند. با این حال، در بسیاری از مدارس یهودی و کنیسه‌ها در انگلیس و آمریکا، این تلفظ چندین عنصر از زیرلایه اشکنازی خود را حفظ می‌کند.

## شباهت‌های عبری و عربی
زبان‌های عبری و عربی، هر دو زبان‌هایی سامی هستند و در گذشته یکی بوده‌اند. به همین دلیل حتی در روزگار امروز نیز کلمات مشابه بسیاری دارند. به عنوان مثال کلماتی چون اصیل، روحانی و باطل میان دو زبان مشترک هستند و کلمات مشابه بسیاری نیز وجود دارد.